# پژوهش در پرستاری (مجله)
پژوهش در پرستاری (به انگلیسی: Journal of Research in Nursing) نام مجلهٔ نقد همترازی پرستاری است که در سال ۱۹۹۶ پایه‌گذاری و به وسیلهٔ انتشارات سِیج به صورت دوماهنامه منتشر می‌شود.
دوماهنامه پژوهش در پرستاری در پایگاه‌های دادهٔ زیر اندکس می‌شود:
- سی‌آی‌اِن‌اِی‌اِچ‌اِل (CINAHL)
- اندکس کاربردی علوم اجتماعی (Applied Social Sciences Index & Abstracts)
- اندکس پرستاری بریتانیا (British Nursing Index)
- مسترفایل پرمیر (MasterFILE Premier)